# Distrito de Puttalam
Puttalam (en tamil: புத்தளம்) es un distrito de Sri Lanka en la provincia Noroeste. Código ISO: LK.PX.
Comprende una superficie de 3 072 km².
El centro administrativo es la ciudad de Puttalam. La ciudad de Kalpitiya es conocida por su fortaleza fundada por los Portugueses y por su iglesia holandesa.

## Demografía
Según estimación 2010 contaba con una población total de 779 000 habitantes, de los cuales 392 000 eran mujeres y 387 000 varones.